# Сідарвілл (Іллінойс)
Сідарвілл (англ. Cedarville) — селище (англ. village) в США, в окрузі Стівенсон штату Іллінойс. Населення — 663 особи (2020).

## Географія
Сідарвілл розташований за координатами 42°22′32″ пн. ш. 89°38′10″ зх. д. / 42.37556° пн. ш. 89.63611° зх. д. (42.375568, -89.636147).  За даними Бюро перепису населення США в 2010 році селище мало площу 1,17 км², уся площа — суходіл.

## Демографія
Згідно з переписом 2010 року, у селищі мешкала 741 особа в 307 домогосподарствах у складі 217 родин. Густота населення становила 635 осіб/км².  Було 325 помешкань (279/км²).
Расовий склад населення:
| - 97,2 % — білих - 0,5 % — чорних або афроамериканців - 0,3 % — корінних американців - 0,1 % — азіатів |

До двох чи більше рас належало 1,2 %. Частка іспаномовних становила 1,5 % від усіх жителів.
За віковим діапазоном населення розподілялося таким чином: 21,2 % — особи молодші 18 років, 61,3 % — особи у віці 18—64 років, 17,5 % — особи у віці 65 років та старші. Медіана віку мешканця становила 44,5 року. На 100 осіб жіночої статі у селищі припадало 99,2 чоловіків;  на 100 жінок у віці від 18 років та старших — 99,3 чоловіків також старших 18 років.
Середній дохід на одне домашнє господарство  становив 57 788 доларів США (медіана — 45 893), а середній дохід на одну сім'ю — 68 131 долар (медіана — 64 375). За межею бідності перебувало 6,7 % осіб, у тому числі 19,4 % дітей у віці до 18 років та 3,5 % осіб у віці 65 років та старших.
Цивільне працевлаштоване населення становило 326 осіб. Основні галузі зайнятості: виробництво — 26,7 %, освіта, охорона здоров'я та соціальна допомога — 22,7 %, роздрібна торгівля — 14,1 %, фінанси, страхування та нерухомість — 10,4 %.